# Juan de Ledesma Merino
Juan de Ledesma Merino (Baena, España, c. 1572 - Sevilla, España, 1632) fue un platero español.

## Biografía
Era hijo de Diego de Ledesma y María de Cárdenas. Fue discípulo de Francisco de Alfaro. Cuando en el 1600 Francisco de Alfaro se marchó a Toledo, su sobrino y discípulo Francisco de Alfaro y Oña y el discípulo Juan de Ledesma se quedaron a cargo de los encargos de su maestro, que acometía diversos encargos de orfebrería para iglesias y ejercía de platero de la catedral de Sevilla. En los negocios con la catedral, siempre aparecía como maestro Alfaro y Oña y Ledesma aparecía en segundo lugar. Alfaro y Oña falleció prematuramente en 1602. Ledesma se hizo cargo de administrar la herencia y todos los encargos que fueron a parar a ese taller pasaron a ser llevados solamente por él. A los 25 años Juan de Ledesma ya tenía su propio negocio en la collación de Santa María la Mayor.
Antes del 1600 el mayordomo de la parroquia de Alanís de la Sierra le encargó a Francisco de Alfaro una custodia. En 1602 esta parroquia se lo encargó a Juan de Ledesma, que lo entregó en 1603. Anteriormente, Ledesma había diseñado una custodia para la parroquia de Gandul, en Alcalá de Guadaíra, que no había sido finalizada por Oña en 1602. Ledesma acabó esta custodia y la entregó a esa parroquia, y aceptó el encargo de Alanís poniendo en el contrato que la custodia sería de un diseño similar a la de Alcalá. La parroquia alcalareña le traspasó la custodia entre julio y agosto de 1602, y con ella Ledesma hizo otra similar para Alanís. Se trata de la típica custodia del siglo XVII. Cuenta con una peana circular con un vástago. El vástago cuenta con tambor y nudo en forma de macolla cilíndrica. Sobre la peana circular hay una cruz y el vástago tiene querubines y figuras geométricas. Casi al mismo tiempo que el encargo de Alanís le fue encargada una cismera para la desaparecida parroquia de Santa Lucía de Sevilla. En 1603 el convento de la Encarnación le encargó una custodia. También aquel año le encargaron unas vinajeras y una fuente para la parroquia de Santa María de la Mesa de Utrera.
Aunque en 1596 la parroquia de San Juan de Marchena había encargado dos atriles a Francisco de Alfaro, fue Ledesma el que se encargó de finalizarlos y entregarlos en 1606. Parece bastante claro que Ledesma tomó el diseño de Alfaro y añadió elementos propios.
Entre 1604 y 1630 constan varios cobros de la catedral no detallados por varias hechuras y aderezos en plata, al ejercer como platero de la catedral, por lo que además le correspondía un salario anual. No obstante, hay encargos sí detallados. En 1606 cobró por una lámpara de plata destinada a la capilla de Nuestra Señora de la Antigua. En 1609 hizo algunos candelabros para la catedral. Entre 1617 y 1620 dejó de ser platero de la catedral (y por ende, dejó de cobrar ese salario anual). Esos tres años le sustiyó Juan de Toledo. En 1620 la catedral le encargó una nueva peana para el lignum crucis. En 1624 le fue encargada una lámpara para la sacristía mayor. En 1630 realizó un par de incensiarios y una pértiga. Falleció en 1632 y fue sucedido como platero catedralicio por Gaspar de Vozmediano.
En 1610 la hermandad sacramental de la parroquia de Santa María de la Mesa de Utrera le encargó una custodia de plata sobredorada. En los que respecta a cofradías, Juan de Ledesma fue miembro de la Hermandad de San Eligio, del gremio de plateros de la ciudad.
En 1625 le encargaron dos cálices y una ampolleta para la iglesia de San Felipe de Carmona.